# Мала Уса (притока Великої Уси)
Мала́ У́са (рос. Малая Уса) — річка в Єловському та Куєдинському районах Пермського краю, Росія, права притока Великої Уси.
Річка починається на південно-східній околиці села Брюхово. Протікає спочатку на південь до села Шумово, а далі на південний схід. Останні 2 км течія проходить по території Куєдинського району. Приймає декілька дрібних приток. Протікає через лісові масиви.
На річці розташовані села Єловського району Мала Уса та Шумово. В обох селах створено ставки, в Малій Усі та на кордоні районів збудовано автомобільні мости.